# Élton Rodrigues Brandão
Élton Rodrigues Brandão (sinh ngày 1 tháng 8 năm 1985) là một cầu thủ bóng đá người Brasil.

## Sự nghiệp câu lạc bộ
Élton Rodrigues Brandão đã từng chơi cho JEF United Chiba.